# ۶ روز
۶ روز (به انگلیسی: 6 Days) یک فیلم دلهره‌آور و اکشن بریتانیایی-نیوزیلندی به کارگردانی توآ فریزر با فیلم‌نامهٔ گلن استندرینگ است. فیلم بر پایهٔ رویداد اشغال سفارت ایران در لندن در سال ۱۹۸۰ میلادی ساخته شده‌است. جیمی بل، ابی کورنیش، مارک استرانگ و مارتین شا در آن نقش‌آفرینی می‌کنند.